# Mixed-Up Confusion
"Mixed-Up Confusion" is een nummer geschreven en opgenomen door Bob Dylan en uitgebracht als zijn eerste single. Het was een van Dylans eerste opnamen met een band als begeleiders, en de eerste die ook op plaat verscheen. "Mixed-Up Confusion" heeft een snel tempo en klint veel meer als een rockplaat, dit in tegenstelling tot zijn folksound op zijn eerste albums. De single had geen succes en werd al snel uit de handel genomen.

## Opname
De op single uitgebrachte versie van "Mixed-Up Confusion" werd met begeleiding van een 5-mansorkest opgenomen op 14 november 1962, tijdens de 6e opnamesessie voor het album The Freewheelin' Bob Dylan, maar de opname werd niet gebruikt op dat album, dat afgezien van "Corrina, Corrina", volledig akoestisch was. In plaats daarvan verscheen het nummer, met op de B-kant  "Corrina, Corrina", een traditioneel bluesnummer, als Dylans eerste single. De single werd in de Verenigde Staten uitgebracht  op 14 december 1962, onder nummer Columbia 4-42656.  Volgens de legende schreef Dylan het lied in een taxi op weg naar de Columbia-studio's vlak voor de opnamesessie.

## Alternatieve opnamen
Al op 26 oktober 1962, tijdens de 3e opname-sessies voor The Freewheelin' werden 7 takes van "Corrina, Corrina" en 5 van "Mixed-Up Confusion" opgenomen. Op het album The Freewheelin werd van deze sessie met Dick Wellstood (piano), Bruce Langhorne (gitaar), Howie Collins (gitaar), Leonard Gaskin (bas) en Herb Lovelle (drums) de laatste take van "Corrina, Corrina" gebruikt, de 4e take werd de B-kant van de single. Een andere versie van "Mixed-Up Confusion", die opgenomen was op 1 november 1962 met een latere overdub door Tom Wilson uit december 1964, werd uitgebracht op zowel het verzamelalbum Masterpieces uit 1978 als op 3 cd-box Biograph uit 1985; de heruitgave van Biograph uit 1997 bevat een stereoversie van de uitgebrachte single van de opname van 14 november 1962, in plaats van deze alternatieve versie.  Op de website van Olof Björner staan alle verschillende takes die Dylan van dit nummer opnam in oktober en november 1962.
Op de niet-officiële bootleg The Freewheelin' Outtakes 1962 Sessions staan takes van de sessie van 26 oktober en van 1 november.

## Musici
- Bob Dylan – zang, gitaar, mondharmonica
- George Barnes – gitaar
- Bruce Langhorne – gitaar
- Dick Wellstood – piano
- Gene Ramey – bas
- Herb Lovelle – drums